# USS Curtiss (AV-4)
L’USS Curtiss (AV-4) était un transport d'hydravions de la marine militaire américaine, lancé le 20 avril 1940 par la New York Shipbuilding Corporation à Camden.

## Historique
Il fut armé le 15 novembre 1940 avec à son bord le commandant S. P. Ginder. Il opéra d'abord dans les Caraïbes avant de rejoindre la base de Pearl Harbor à Hawaï. Là, il servit à des missions de surveillance ; du 15 octobre au 9 novembre, il alla à Wake pour renforcer la garnison.

### Pearl Harbor
Le 7 décembre 1941, le Curtiss se trouvait à l'ouest de l'île de Ford, cette position excentrée lui permit de ne pas subir d'assaut de la part de l'aviation japonaise. À 8 h 30, il repère un sous-marin et transmet l'information. C'est un des 5 sous-marins de poche de la classe Kō-hyōteki lancé par les Japonais dans la rade de Pearl Harbor, celui-ci étant commandé par le lieutenant de vaisseau Izawé. Une fois bien repéré, le tender se met à lui tirer dessus au canon, mais il est trop près et un de ses tirs détruit un chaland près de la côte. Le sous-marin, ayant probablement des avaries techniques, reste en surface et lance une torpille sur le Curtiss. Elle frôle le navire et explose sur l'un des quais. Le sous-marin se dirige ensuite vers le destroyer Monaghan mais sa deuxième torpille le rate et le destroyer tente d'aborder le sous-marin. Il échoue mais ses grenades le détruisent. L'alerte a été chaude à bord du Curtiss qui vient de repérer un autre sous-marin (commandé par Hirowo), grenadé en vain par le Monaghan.
Plus tard, un Aïchi qui vient de bombarder l'île Ford est endommagé et le pilote décide, au lieu de se parachuter, de piquer vers le Curtiss qui tente avec ses canons de le détruire ou le détourner. À la manière des Kamikazes, l'avion s'écrase à tribord près d'une grue à hydravion. Le choc fait de nombreux morts et blessés à bord du navire mais celui-ci est intact. Attiré par la détresse du navire, plusieurs avions japonais tentent de le couler mais sans succès. L'attaque fait au total 21 morts. Les équipes de sécurité réussiront à maîtriser les incendies du Curtiss qui pourra assez vite reprendre la mer.

### Après-guerre
Il participe en 1948 à l'opération Sandstone, une série d'essais d'armes nucléaires.